# Vidonín
Vidonín (en allemand : Widonin) est une commune du district de Žďár nad Sázavou, dans la région de Vysočina, en République tchèque. Sa population s'élevait à 171 habitants en 2020.

## Géographie
Vidonín se trouve à 10 km au nord de Velká Bíteš, à 29 km au sud-est de Žďár nad Sázavou, à 46 km à l'est-sud-est de Jihlava à 151 km au sud-est de Prague.
La commune est limitée par Radňoves au nord, par Vratislávka à l'est, par Rojetín au sud-est, par Rozseč au sud, et par Milešín et Heřmanov à l'ouest.

## Histoire
La première mention écrite de la localité date de 1354.

## Transports
Par la route, Vidonín se trouve à 12 km de Velká Bíteš, à 33 km de Žďár nad Sázavou, à 57 km de Jihlava et à 177 km de Prague.